# Tus besos
«Tus besos» es una canción de la cantante mexicana Karol Sevilla. Fue estrenada el 8 de enero de 2021, siendo su sencillo debut como solista. Fue compuesta por Nabalez, Ibere Fortes & Mango.

## Vídeo musical
El video musical de «Tus besos» se grabó en Medellín, Colombia y fue dirigido por Ronny Xavier bajo la producción de 36 Grados. El video se estrenó junto a la canción el mismo día en el canal de YouTube de la cantante.
La canción cuenta con un video coreográfico lanzado por Amazon Music.

## Recepción
La canción logró un éxito moderado en algunos países. En Latinoamérica y Europa logró ser tendencia en plataformas digitales como YouTube y Spotify, al igual que logró ingresar al top 5 de Itunes Mundial, y al top de Radio Disney.

## Créditos
- Karol Sevilla - vocales
- Ibere Fortes - compositor
- German Duque - productor, compositor y letrista
- Nabalez- compositor y letrista
- Stefano Vieni - Producción Vocal
- Mosty - Mezcla y masterización

## Lista de canciones
- Descarga digital[4]

| N.º | Título      | Duración |  |
| 1.  | «Tus Besos» | 3:02     |  |